# Nel segno del giallo
Nel segno del giallo è un programma televisivo contenitore di RaiDue. In onda il sabato in prima serata, fa da ciclo a film televisivi di genere thriller.

## Titoli
Questa lista è suscettibile di variazioni e potrebbe essere incompleta o non aggiornata.

| Titolo                                   | Data              |
| ---------------------------------------- | ----------------- |
| Vuoto mentale                            | 11 gennaio 1992   |
| Identità sepolta                         | 18 gennaio 1992   |
| Annunci di morte                         | 25 gennaio 1992   |
| A prova di proiettile                    | 1º febbraio 1992  |
| Delitto ad Howard Beach                  | 4 aprile 1992     |
| La verità uccide                         | 11 aprile 1992    |
| I delitti della palude                   | 2 maggio 1992     |
| Ho visto cosa hai fatto... e so chi sei! | 16 maggio 1992    |
| Sorveglianza mortale                     | 23 maggio 1992    |
| Assassini a Miami                        | 30 maggio 1992    |
| Mistere                                  | 6 giugno 1992     |
| Atto di pirateria                        | 13 giugno 1992    |
| Colpo a tradimento                       | 20 giugno 1992    |
| Professione assassino                    | 4 luglio 1992     |
| Codice marziale 2                        | 18 luglio 1992    |
| Testimone d'accusa                       | 15 agosto 1992    |
| Giochi pericolosi                        | 22 agosto 1992    |
| Sul filo del rasoio                      | 29 agosto 1992    |
| Un caso per l'ispettore Dietz            | 5 settembre 1992  |
| Dalla finestra                           | 12 settembre 1992 |
| Delitti in corsia                        | 19 settembre 1992 |
| Scarface                                 | 3 ottobre 1992    |
| Intuizioni mortali                       | 10 ottobre 1992   |
| Dietro la porta                          | 17 ottobre 1992   |
| Il centro della ragnatela                | 24 ottobre 1992   |
| Passione mortale                         | 31 ottobre 1992   |
| Moventi diversi                          | 7 novembre 1992   |
| Verdetto: colpevole                      | 14 novembre 1992  |
| Scissors                                 | 21 novembre 1992  |
| Occhi nella notte                        | 28 novembre 1992  |
| Rischio assoluto                         | 5 dicembre 1992   |
| Più tardi al buio                        | 12 dicembre 1992  |
| Delitto numero due                       | 19 dicembre 1992  |
| Due sbirri a Hong Kong                   | 26 dicembre 1992  |
| Trappola per un killer                   | 2 gennaio 1993    |
| Delitto per passione                     | 16 gennaio 1993   |
| Missione di giustizia                    | 23 gennaio 1993   |
| Doppio identikit                         | 30 gennaio 1993   |
| Un nuovo caso per Sam Dietz              | 6 febbraio 1993   |
| Sussurrri e omicidi                      | 13 febbraio 1993  |
| Morire due volte                         | 20 febbraio 1993  |
| Una lama nel buio                        | 27 febbraio 1992  |
| Lontani parenti                          | 6 marzo 1993      |
| Due sbirri a Hong Kong                   | 13 marzo 1993     |
| Per la vita e per la morte               | 20 marzo 1993     |
| Calma piatta                             | 22 maggio 1993    |